# National Collegiate Basketball Hall of Fame
National Collegiate Basketball Hall of Fame – Akademicka Galeria Sław Koszykówki w Stanach Zjednoczonych, założona w 2006 roku, posiadająca swoją siedzibę w Kansas City (Missouri). Galeria i muzeum są dedykowane najwybitniejszym koszykarzom, działaczom i trenerom w sporcie akademickim. Muzeum jest integralną częścią College Basketball Experience, stworzonej przez Narodowe Stowarzyszenie Trenerów Koszykówki (NABC), zlokalizowaną w Sprint Center. Jest ona uzupełnieniem Koszykarskiej Galerii Sław im. Jamesa Naismitha (Naismith Memorial Basketball Hall of Fame), z tą różnicą, iż skupia się wyłącznie na wybitnych koszykarzach, trenerach oraz działaczach koszykówki uczelnianej.
17 listopada 2006 roku NABC uhonorowało wyborem do galerii 180 zawodników, trenerów oraz działaczy, jako członków pierwszej klasy (pierwszego rocznika) galerii sław. Wśród wybranych znaleźli się m.in.: Oscar Robertson, Bill Russell, Dean Smith, John Wooden oraz twórca koszykówki doktor James Naismith.
Naismith Memorial Basketball Hall of Fame w Springfield (Massachusetts) zaoferowała swoją pomoc w wystawach. Pozostałe interaktywne części College Basketball Experience noszą nazwy „The Entry Experience”, „The Fan Experience”, „The Game”. NABC zmieniło nazwę turnieju akademickiego Guardians Classic na CBE Classic, aby pomóc w promocji.

## Członkowie
| Rok  | Trenerzy | Zawodnicy | Działacze | Zespoły                   | Przyp. |
| ---- | --- | --- | --- | ------------------------- | ------ |
| 2006 | Phog Allen, W. Harold Anderson, Sam Barry, Ernest Blood, Jim Boeheim, Larry Brown, Jim Calhoun, Howard G. Cann, Clifford Carlson, Lou Carnesecca, Ben Carnevale, Pete Carril, Everett N. Case, John Chaney, Denny Crum, Chuck Daly, Everett Dean, Edgar Diddle, Bruce Drake, Clarence Gaines, Jack Gardner, Amory Gill, Marv Harshman, Don Haskins, Edgar Hickey, Howard Hobson, Henry P. Iba, Alvin Julian, Frank Keaney, George Keogan, Bob Knight, Mike Krzyzewski, John Kundla, Ward Lambert, Ken Loeffler, Arthur C. Lonborg, Pete Newell, Arad McCutchan, Al McGuire, Frank McGuire, John McLendon, Walter Meanwell, Ray Meyer, Ralph Miller, Lute Olson, Jack Ramsay, Adolph Rupp, Leonard Sachs, Everett Shelton, Dean Smith, Fred R. Taylor, John Thompson, Stan Watts, Roy Williams, John Wooden, Phil Woolpert | Kareem Abdul-Jabbar, Nate Archibald, Paul Arizin, Richard F. Barry, Charles Barkley, Elgin Baylor, Walt Bellamy, David Bing, Larry Bird, William W. Bradley, Wilt Chamberlain, Krešimir Ćosić, Robert J. Cousy, Dave Cowens, Billy Cunningham, Bob Davies, Forrest DeBernardi, David DeBusschere, Clyde Drexler, Joe Dumars, Paul Endacott, Alex English, Julius W. Erving, Harold E. Foster, Walter Frazier, Joseph F. Fulks, Harry Gallatin, George Gervin, Thomas J. Gola, Gail Goodrich, Hal Greer, Cliff Hagan, Vic Hanson, John Havlicek, Elvin Hayes, Marques Haynes, Thomas Heinsohn, Bob Houbregs, Bailey Howell, Chuck Hyatt, Daniel Issel, Buddy Jeannette, Earvin „Magic” Johnson, Skinny Johnson, Donald Neil Johnston, K.C. Jones, Sam Jones, Edward Krause, Bob Kurland, Robert Lanier, Clyde Lovellette, Jerry Lucas, Angelo Luisetti, Bob McAdoo, Branch McCracken, Jack McCracken, Kevin McHale, Ed Macauley, Pete Maravich, Slater N. Martin, Dick McGuire, George Mikan, Vern Mikkelsen, Earl Monroe, Calvin Murphy, Stretch Murphy, Harlan Page, Robert Parish, Bob Pettit, Andy Phillip, Jim Pollard, Frank Ramsey, Willis Reed, Arnie Risen, Oscar Robertson, John Roosma, Bill Russell, Adolph Schayes, Ernest J. Schmidt, John J. Schommer, Barney Sedran, Bill Sharman, Christian Steinmetz, Maurice Stokes, Isiah Thomas, David Thompson, John „Cat” Thompson, Nate Thurmond, Jack Twyman, Wes Unseld, Robert P. Vandivier, Bill Walton, Bobby Wanzer, Jerry West, Dominique Wilkins, Lenny Wilkens, John R. Wooden, James Worthy, George Yardley | Clair Bee, Hubie Brown, John W. Bunn, Alva Duer, Wayne Embry, Harry A. Fisher, Dave Gavitt, Edward J. Hickox, Paul Hinkle, Emil S. Liston, Ralph Morgan, Dr. James Naismith, C.M. Newton, John J. O’Brien, Harold Olsen, Arthur A. Schabinger, Lynn St. John, Edward S. Steitz, W.R. Clifford Wells |                           | [ 3 ]  |
| 2007 | Guy Lewis, Norm Stewart, Lefty Driesell | Austin Carr, Dick Groat, Dick Barnett | Vic Bubas |                           | [ 4 ]  |
| 2008 | Jim Phelan, Nolan Richardson | Arnie Ferrin, Danny Manning | Billy Packer, Dick Vitale |                           | [ 5 ]  |
| 2009 | Gene Bartow, Jud Heathcote | Travis Grant, Wayman Tisdale | Walter Byers, Bill Wall |                           | [ 6 ]  |
| 2010 | Tex Winter, Davey Whitney | Christian Laettner, Sidney Wicks | Wayne Duke, Tom Jernstedt |                           | [ 7 ]  |
| 2011 | Eddie Sutton | Ralph Sampson, Cazzie Russell, Chris Mullin | Joe Vancisin, Eddie Einhorn |                           | [ 8 ]  |
| 2012 | Joe B. Hall, Dave Robbins | Patrick Ewing, Phil Ford, Kenny Sailors | Joe Dean, Jim Host |                           | [ 10 ] |
| 2013 | Gene Keady, Rollie Massimino | Bob Hopkins, Marques Johnson, Xavier McDaniel, Tom McMillen | George Killian, George Raveling | Loyola Ramblers (1962–63) | [ 12 ] |
| 2014 | Dale Brown, Gary Williams | Zelmo Beaty, Darrell Griffith, Grant Hill, Shaquille O’Neal | Howard Garfinkel, Glen Wilkes Sr |                           | [ 13 ] |
| 2015 | Don Donoher, Caesar Felton Gayles, Lou Henson | Rolando Blackman, Quinn Buckner, Ed Ratleff, Charlie Scott | |                           | [ 14 ] |
| 2016 | Hugh Durham, Mike Montgomery | Mark Aguirre, Bob Boozer, Doug Collins, Lionel Simmons, Jamaal Wilkes | |                           |        |
| 2017 | Bo Ryan | Tim Duncan, Cleo Hill, Scott May, Rick Mount, Paul Silas, John Stockton, Jay Williams | |                           | [ 15 ] |

Co roku kilku członków I klasy inauguracyjnej zostaje dodatkowo uhonorowanych indywidualnie, podczas ceremonii:
- 2007: Kareem Abdul-Jabbar
- 2008: Charles Barkley
- 2009: Larry Bird, Magic Johnson
- 2010: Jerry West, David Thompson
- 2011: Bob Knight, James Worthy
- 2012: Clyde Lovellette, Willis Reed, Earl Monroe
- 2013: Elvin Hayes